# Іутін Олексій Львович
Олексій Львович Іутін (29 червня 1940, Гатчина — 15 листопада 2019, Львів) — український фотохудожник, журналіст. Член Національної спілки фотохудожників України. Заслужений художник Міжнародної федерації фотомистецтва (2002).

## Життєпис
Олексій Іутін народився 29 червня 1940 року в місті Гатчина.
Від 1970-х у Львові. Працював у місцевих газетах та телебаченні. Учасник груп «Black and White» та «Галіція».

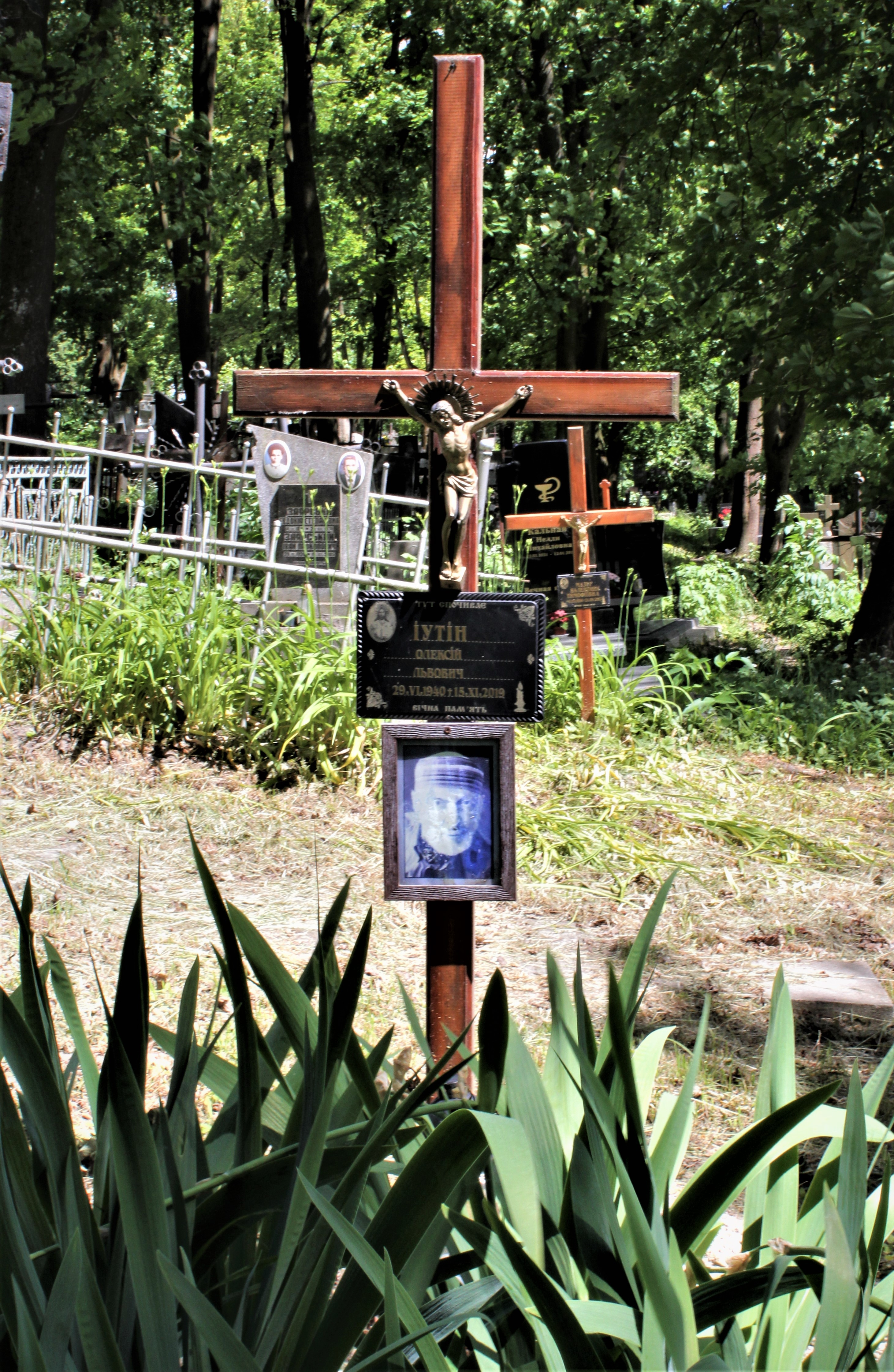

Помер 15 листопада 2019 року у Львові. Похований на 80 полі Личаківського цвинтаря.

## Творчість
Учасник понад 250 міжнародних виставок, зокрема в Україні, Польщі, Німеччині, Франції, Італії, Іспанії, Китаї, Бразилії, Аргентині, Бельгії, Голландії, США, Великобританії, Австрії, Гонконзі, Македонії, Канаді та Японії. Персональні — у Польщі (2001, 2002, 2005), Австрії (2003), Німеччині (2004), Львові (2018, 2019).
Роботи зберігаються в приватних колекціях Польщі, США, Канади, Австрії, Німеччини та Ізраїлю.

## Нагороди
- EFIAP (2002)[2];
- 15 міжнародних нагород Польщі, Франції, Німеччини, Австрії, Японії[2];
- Заслужений діяч культури Польщі[1];
- Львівська обласна премія в галузі культури, літератури, мистецтва, журналістики та архітектури в номінації «Фотомистецтво» імені Василя Пилип'юка (2018)[1].